# Actinidia rufotricha
Actinidia rufotricha är en tvåhjärtbladig växtart som beskrevs av Cheng Yih Wu. Actinidia rufotricha ingår i släktet aktinidiasläktet, och familjen Actinidiaceae. Utöver nominatformen finns också underarten 